# Мандре (Колан)
Мандре (хорв. Mandre) — населений пункт у Хорватії, у Задарській жупанії у складі громади Колан.

## Населення
Населення за даними перепису 2011 року становило 395 осіб.
Динаміка чисельності населення поселення:

## Клімат
Середня річна температура становить 14,62 °C, середня максимальна – 27,10 °C, а середня мінімальна – 2,95 °C. Середня річна кількість опадів – 962 мм.
| Клімат поселення                              | Клімат поселення | Клімат поселення | Клімат поселення | Клімат поселення | Клімат поселення | Клімат поселення | Клімат поселення | Клімат поселення | Клімат поселення | Клімат поселення | Клімат поселення | Клімат поселення | Клімат поселення |
| Показник                                      | Січ.             | Лют.             | Бер.             | Квіт.            | Трав.            | Черв.            | Лип.             | Серп.            | Вер.             | Жовт.            | Лист.            | Груд.            |                  |
| Середній максимум, °C                         | 10,35            | 10,35            | 12,88            | 16,44            | 21,07            | 24,94            | 27,10            | 27,07            | 23,05            | 18,60            | 13,59            | 10,99            |                  |
| Середня температура, °C                       | 6,65             | 6,65             | 9,17             | 12,74            | 17,39            | 21,23            | 23,98            | 23,92            | 19,91            | 15,48            | 10,48            | 7,85             |                  |
| Середній мінімум, °C                          | 2,96             | 2,95             | 5,48             | 9,03             | 13,69            | 17,54            | 20,85            | 20,80            | 16,79            | 12,35            | 7,34             | 4,72             |                  |
| Норма опадів, мм                              | 79               | 67               | 68               | 70               | 69               | 64               | 38               | 57               | 110              | 120              | 120              | 100              |                  |
| Середньомісячна швидкість вітру, м/с          | 2.92             | 3.07             | 3.20             | 3.01             | 2.70             | 2.50             | 2.50             | 2.43             | 2.60             | 2.80             | 3.31             | 3.20             |                  |
| Середньомісячна сонячна радіація, кДж/м²·день | 4728             | 7492             | 11076            | 15918            | 20295            | 22246            | 23790            | 20655            | 15054            | 9681             | 5207             | 4039             |                  |
| --------------------------------------------- | ---------------- | ---------------- | ---------------- | ---------------- | ---------------- | ---------------- | ---------------- | ---------------- | ---------------- | ---------------- | ---------------- | ---------------- | ---------------- |
| Джерело:                                      |                  |                  |                  |                  |                  |                  |                  |                  |                  |                  |                  |                  |                  |